# Måskejauratje
Måskejauratje är en sjö i Sorsele kommun i Lappland och ingår i Umeälvens huvudavrinningsområde. Sjön har en area på 0,043 kvadratkilometer och ligger 556,1 meter över havet. Måskejauratje ligger i Vindelfjällen Natura 2000-område.

## Delavrinningsområde
Måskejauratje ingår i det delavrinningsområde (731460-153428) som SMHI kallar för Utloppet av Suttsjaure. Medelhöjden är 611 meter över havet och ytan är 20,82 kvadratkilometer. Räknas de 8 avrinningsområdena uppströms in blir den ackumulerade arean 124,83 kvadratkilometer. Vuovosjukke som avvattnar avrinningsområdet har biflödesordning 3, vilket innebär att vattnet flödar genom totalt 3 vattendrag innan det når havet efter 386 kilometer. Avrinningsområdet består mestadels av skog (67 procent) och sankmarker (16 procent). Avrinningsområdet har 2,87 kvadratkilometer vattenytor vilket ger det en sjöprocent på 13,7 procent.